# CBBC (텔레비전 채널)
CBBC는 영국의 방송사 BBC의 어린이 방송 채널이다.
CBBC는 1985년 9월 9일에 BBC One을 통한 블록 편성으로 시작하였다. 이후 디지털 텔레비전 방송 출범과 함께 1998년 9월 23일 BBC 초이스(BBC Choice)가 개국하면서 BBC 초이스의 낮 시간 대에도 블록 편성을 하게 되었다.
이후 2002년 2월 11일에 미취학 아동 프로그램을 담당하는 CBeebies가 떨어져나가고 CBBC의 정식 채널이 런칭되었다. 이후 BBC Three와 채널을 공유하여 오전 6시~오후 7시에 방송하였다.

## 같이 보기
- CBBC
- CBeebies
- BBC Three